# 크리스 바워
크리스 바워(Chris Bauer, 1966년 10월 28일 ~ )는 미국의 배우이다.

## 작품 목록
- 머니 몬스터 - 넬슨 역
- 설리: 허드슨강의 기적 - 래리 루니 역
- 템프스 - 마이크 역
- 울브스(영어판)
- 더 웨이 홈 - 커치 역
- 더 리틀 띵스
- 썬더볼츠* - 홀트 역